# Siguatepeque (kommun)
Siguatepeque är en kommun i Honduras.   Den ligger i departementet Departamento de Comayagua, i den västra delen av landet, 90 km nordväst om huvudstaden Tegucigalpa. Antalet invånare är 60 155.
Siguatepeque ett Fuktigt subtropiskt klimat (Cwa). 